# Tamasaki-jinja
Le Tamasaki-jinja (玉前神社) est un sanctuaire shinto situé dans la ville d'Ichinomiya, préfecture de Chiba au Japon. C'est l'ichi-no-miya de l'ancienne province de Kazusa. Le principal matsuri (festival) du sanctuaire a lieu tous les ans le 13 septembre et met en scène des représentations de kagura, désignées propriété culturelle immatérielle de la préfecture de Chiba.

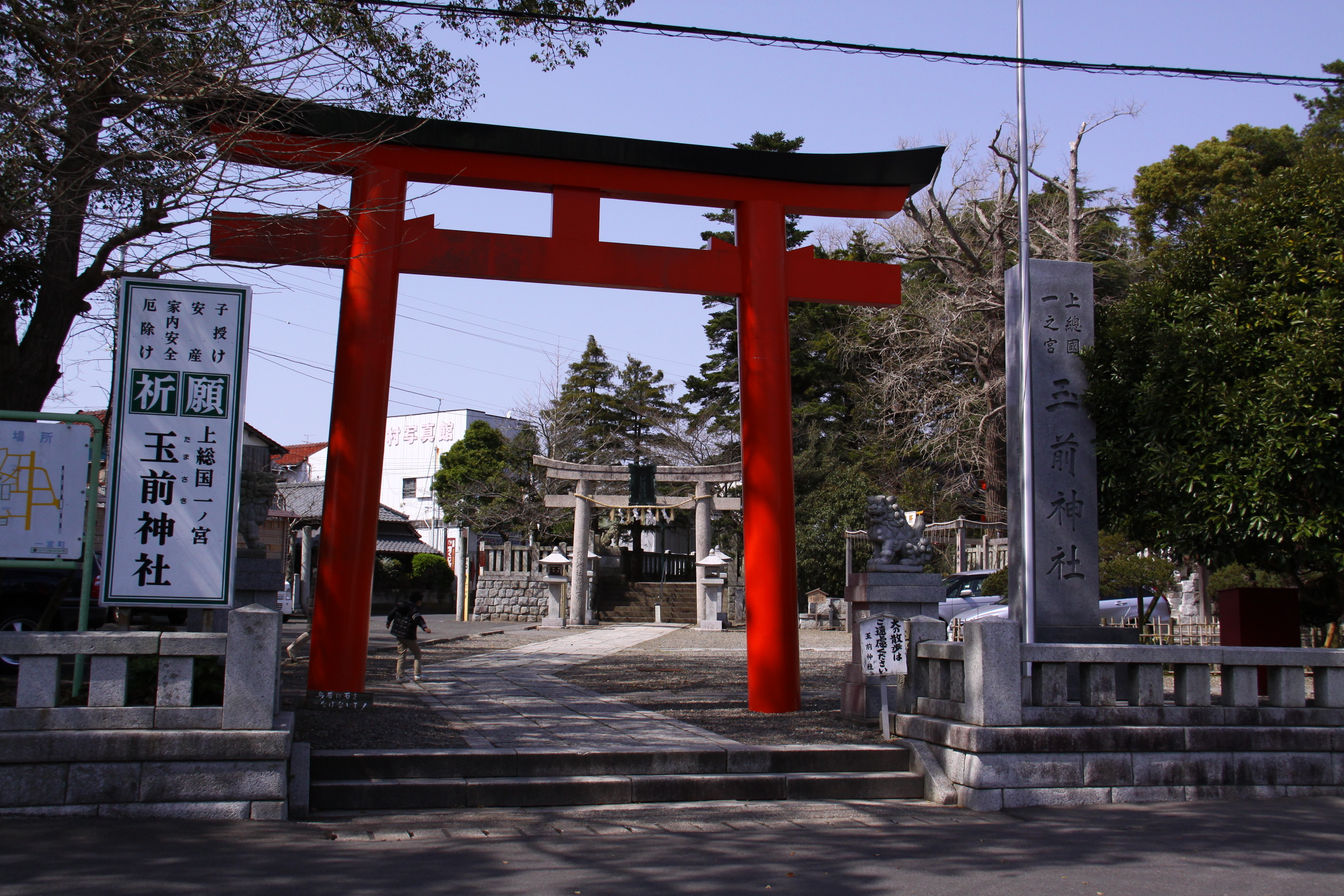
Torii.

## Kamis vénérés
Les principaux kamis du Tamasaki-jinja sont le mâle Tamasaki no kami (玉埼神), identifié à Ugayafukiaezu-no-Mikoto et la femelle Tamayori-hime no mikoto (玉依姫命), parents de l'empereur Jimmu.

## Histoire
Les origines du Tamasaki-jinja sont inconnues. Le sanctuaire se trouve dans une région de la péninsule de Bōsō pourvue d'un climat favorable et peuplée depuis la période Jōmon au moins. Amas coquilliers et tumulus funéraires sont communs dans la région. Le sanctuaire est mentionné comme ichi-no-miya de la province de Kazusa dans les chroniques du Engishiki du début de l'époque de Heian. Toutefois, incendies et autres catastrophes répétés au cours des siècles ont détruit tous les documents de l'ancien sanctuaire et les bâtiments. Le sanctuaire prend feu en 1562 au cours d'une bataille impliquant le clan Satomi puis est reconstruite en 1587 par ces mêmes Satomi. D'autres bâtiments sont donnés par Tokugawa Ieyasu en 1591 et le sanctuaire reconstruit en 1678. Au cours de la période du shintoïsme d'État de l'ère Meiji, le sanctuaire est classé kokuhei chūsha (国幣中社).

## Bien culturel
- Miroir en bronze, époque de Kamakura, bien culturel important